# Збиранка
Збиранка (укр. Збиранка) — село во Львовской городской общине Львовского района Львовской области Украины.
Население по переписи 2001 года составляло 222 человека. Занимает площадь 5,70 км². Почтовый индекс — 80380. Телефонный код — 3252.